# De Nationale Opera
A De Nationale Opera, a DNO (korábban hollandul De Nederlandse Opera) holland operatársaság Amszterdamban, Jelenlegi otthona a Stopera, egy Cees Dam és Wilhelm Holzbauer által tervezett modern épület, amelyet 1986-ban nyitottak meg.

## Története
A DNO-t röviddel a második világháború befejezése után alapították stabil csoportot képviselő repertoárcégként. A háború utáni időszakban bejárta Hollandiát a stadsschouwburgi székhelyéből, az amszterdami Leidseplein fin de siècle színházából. 1964-ben De Nederlandse Operastichting névre keresztelték. (A Holland Opera Alapítvány) és a társulat szezonális irányultságot követett el, minden egyes új produkcióhoz több szólistát és művészi csoportot hívott meg. 1986-ban a társaság az új Stopera központba költözött, amelyet megoszt a holland nemzeti balettel, majd később De Nederlandse Opera (DNO) néven vált ismertté. 2014-ben a neve Holland Nemzeti Operára változott.

## Működése

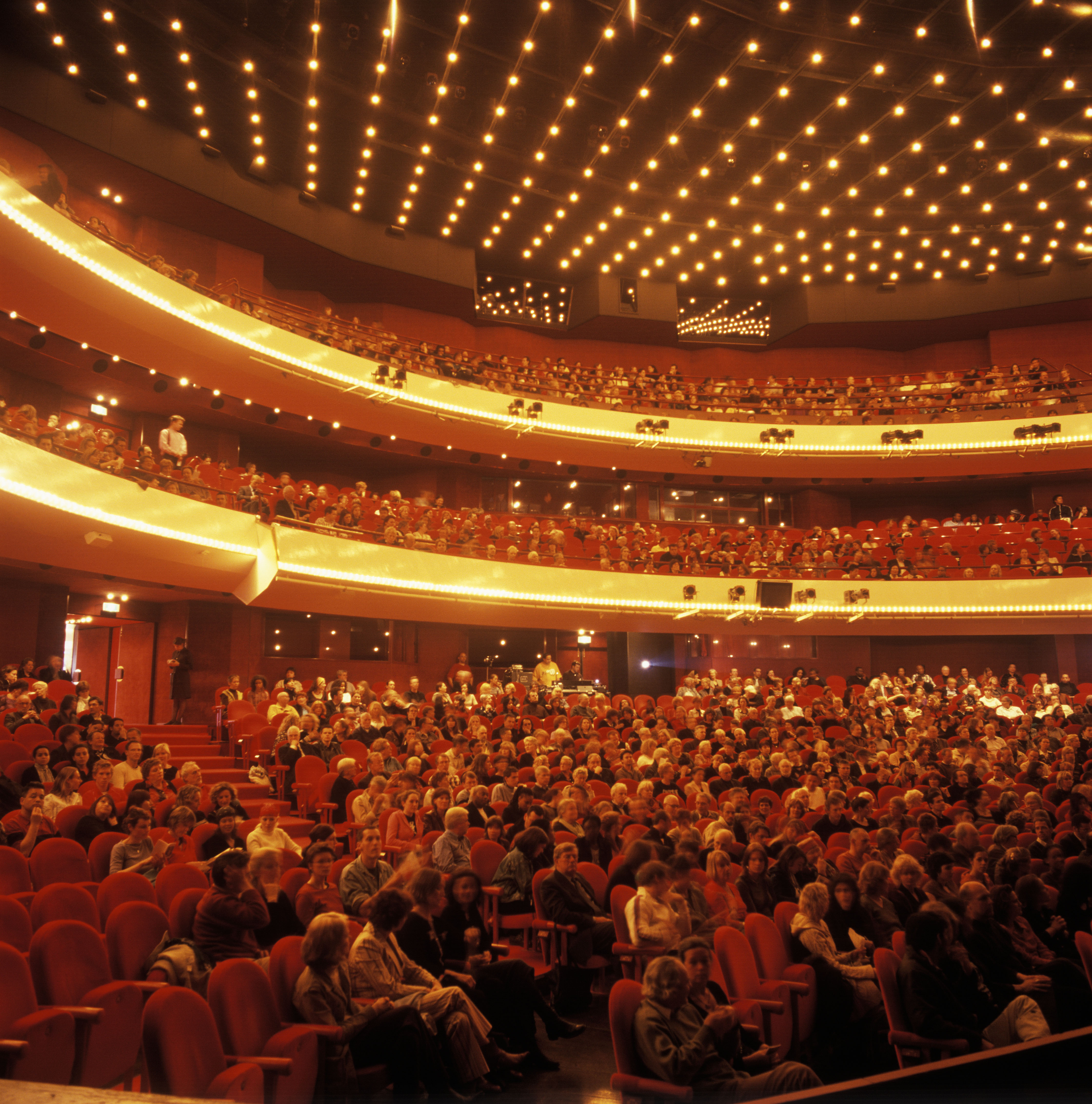
A nézőtér

A DNO-nak saját hatvan énekesből álló kórusa és 260 fős technikai személyzete van. Nincs saját rezidens zenekara, így az összes produkció zenekari „erőit” több holland zenekar biztosítja, köztük a Holland Filharmonikus Zenekar (NPO), a Holland Kamarazenekar (NKO), a Concertgebouw Királyi Zenekar, a Rotterdami Filharmonikus Zenekar, a Radio Filharmonisch Orkest és az Asko/Schönberg csoport.
Az DNO évente átlagosan tizenegy műsort készít, szinte mindig minden jegy elfogy. Míg a legtöbb előadás a holland Nemzeti Opera és Balett épületében zajlik, a társulat fellépett a Stadsschouwburgban, a Carré Színházban és az amszterdami Westergasfabriek ipari telephelyen is. A júniusi produkciót sok éven át a Holland Fesztivál részeként szervezték, és a Concertgebouw Királyi Zenekar részvételével zajlott. A DNO külföldi cégeknek adta kölcsön produkcióit, mint például a Metropolitan Opera, a Brooklyni Zeneakadémia és a New York-i Lincoln Center Fesztivál, valamint az ausztráliai Adelaide Fesztivál számára.
1988 óta Pierre Audi, a francia–libanoni színházigazgató a DNO művészeti vezetője. Hartmut Haenchen 1986 és 1999 között a karmester volt, az NPO főigazgatói címét is bírta. Jelenleg a DNO vezető vendégkarmesteri címet viseli. A későbbi vezető karmesterek Edo de Waart (1999–2004) és Ingo Metzmacher (2005–2008) voltak. 2009 márciusában a DNO bejelentette, hogy Marc Albrechtet nevezik ki a zenekar következő vezető karmesternek, a 2011–2012-es szezonnal kezdődő első négyéves szerződéssel.  Ez az egyetlen vezető karmester visszatérése mind a DNO, mind az NPO / NKO számára lehetővé teszi, hogy az NPO a DNO fő operazenekarává váljon.

## Főigazgatók – részleges lista
- Hans Vonk (1976–1985)
- Hartmut Haenchen (1986–1999)
- Edo de Waart (1999–2004)
- Ingo Metzmacher (2005–2008)
- Marc Albrecht (2011–)

## Fordítás
Ez a szócikk részben vagy egészben  a   De Nationale Opera című olasz Wikipédia-szócikk ezen változatának fordításán alapul.  Az eredeti cikk szerkesztőit annak laptörténete sorolja fel. Ez a jelzés csupán a megfogalmazás eredetét és a szerzői jogokat jelzi, nem szolgál a cikkben szereplő információk forrásmegjelöléseként.